# Huaorani (langue)
Cet article concerne la langue huaorani. Pour le peuple huaorani, voir Huaorani.
Le huaorani (ou huao, aussi appelé huao tiriro, auca, sabela ou auishiri) est une langue amérindienne isolée parlée dans l'Est de la région de Équateur, dans la province de  Pastaza.

## Écriture
| A a | Ä ä | Æ æ | Æ̈ æ̈ | B b | C c | D d | E e | Ë ë | G g | Gu gu | I i | Ï ï | M m | N n | Ñ ñ | O o | Ö ö | P p | Qu qu | T t | W w | Y y |

| A a | Ã ã | B b | D d | E e | Ẽ ẽ | G g | I i | I i | K k | M m | N n | Ñ ñ | Ŋ ŋ | O o | Õ õ | P p | T t | W w | Y y |

## Phonologie
Les tableaux présentent la phonologie du huaorani.

### Voyelles
|         | Antérieure           | Centrale             | Postérieure          |
| ------- | -------------------- | -------------------- | -------------------- |
| Fermée  | ‹ i › [i], ‹ ï › [ĩ] |                      |                      |
| Moyenne | ‹ e › [e], ‹ ë › [ẽ] |                      | ‹ o › [o], ‹ ö › [õ] |
| Ouverte | ‹ æ › [æ], ‹ æ̈ › [æ̃] | ‹ a › [a], ‹ ä › [ã] |                      |

### Consonnes
|               |               | Bilabiale | Dentale   | Palatale    | Vélaire    |
| ------------- | ------------- | --------- | --------- | ----------- | ---------- |
| Occlusives    | Sourdes       | ‹ p › [p] | ‹ t › [t] |             | ‹ qu › [k] |
| Occlusives    | Sonores       | ‹ b › [b] | ‹ d › [d] | ‹ dy › [dʲ] | ‹ g › [g]  |
| Nasales       | Nasales       | ‹ m › [m] | ‹ n › [n] | ‹ ñ › [ɲ]   | ‹ ng › [ŋ] |
| Semi-voyelles | Semi-voyelles | ‹ w › [w] |           |             |            |